# Улица Арсенала
Улица Арсена́ла (латыш. Arsenāla iela, историческое русское название Арсенальная улица) — улица в Риге, в историческом районе Старый город. Проходит между улицами Торня и Маза Пилс. Длина улицы — 113 метров.

## История
Возникла в конце XVIII века, соединяла улицу Торня с недавно устроенной Замковой площадью. Первоначально называлась Сколас (Школьная улица). В 1885 году улицу переименовали в Арсенальную по находящемуся в начале улицы Арсеналу.

## Достопримечательности
- д. 3 — Жилой дом (1783—1785, архитектор Иоганн Генрих Крамер, 4-й этаж надстроен в 1842—1861 годах, реконструирован в 2002 году по проекту архитектора Аниты Марински).
- д. 5 — склад (1787, архитектор Кристоф Хаберланд).
- д. 7 — доходный дом (1900, архитектор Константин Пекшенс)

Чётную сторону улицы занимают дома, приписанные к площади Пилс — бывшая гостиница «Петербург» (д. 4) и бывший лицей (школа Каролины, 1785—1787, архитектор Маттиас Шонс).